# 罗马浴场 (巴斯)
罗马浴场是英格兰萨默塞特郡巴斯的一处保存完好的历史名胜。 
罗马浴场本身低于现代街道，包括圣泉（the Sacred Spring）、罗马神庙、罗马澡堂和博物馆。高于街道的建筑物建于19世纪。 
罗马浴场是英国主要的旅游景点之一，连同大水泵房，每年游客超过百万，2009年有1037518人。游客可以看到浴场和博物馆，但不能入水。 

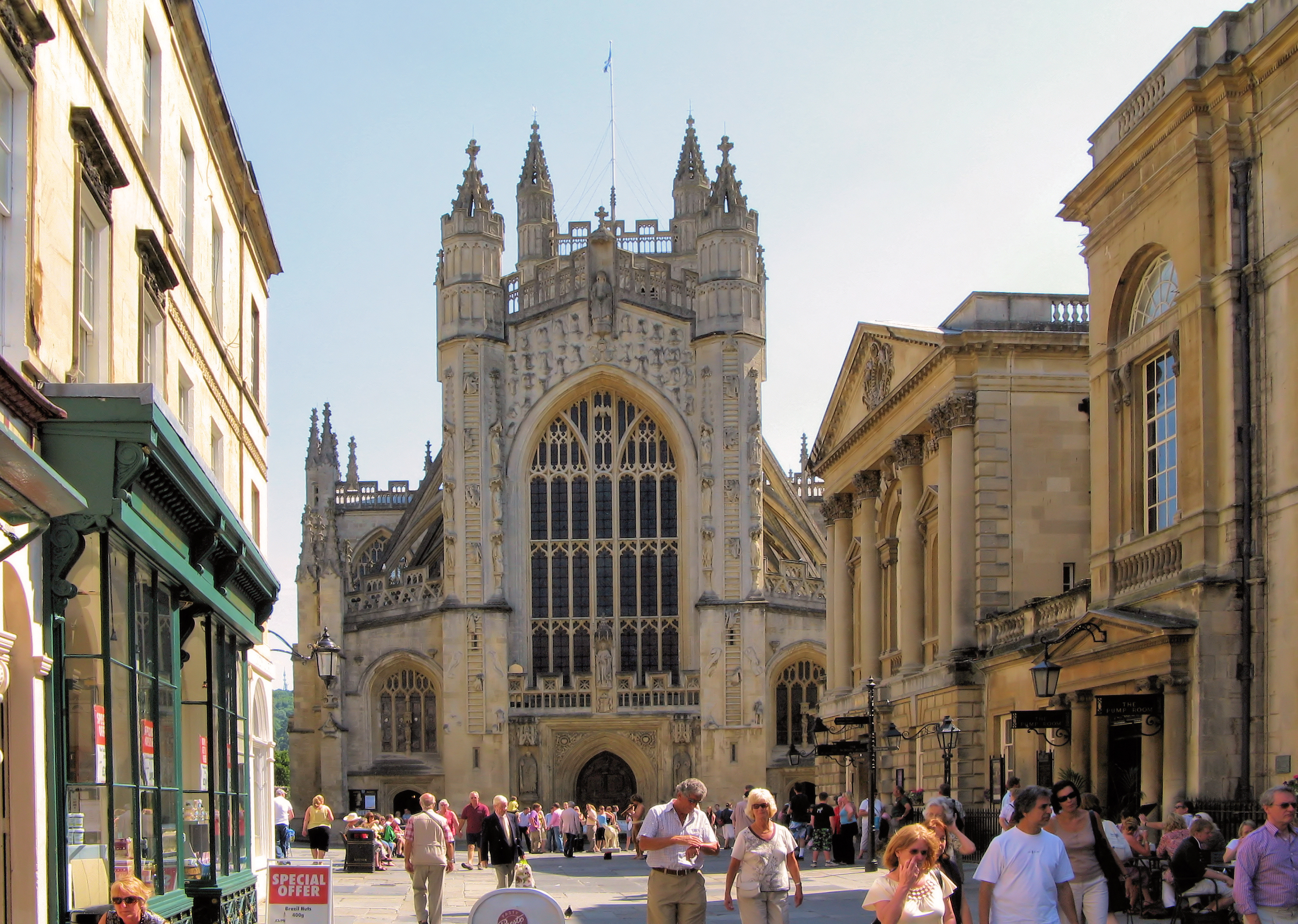
巴斯修道院西立面、罗马浴场和大水泵房
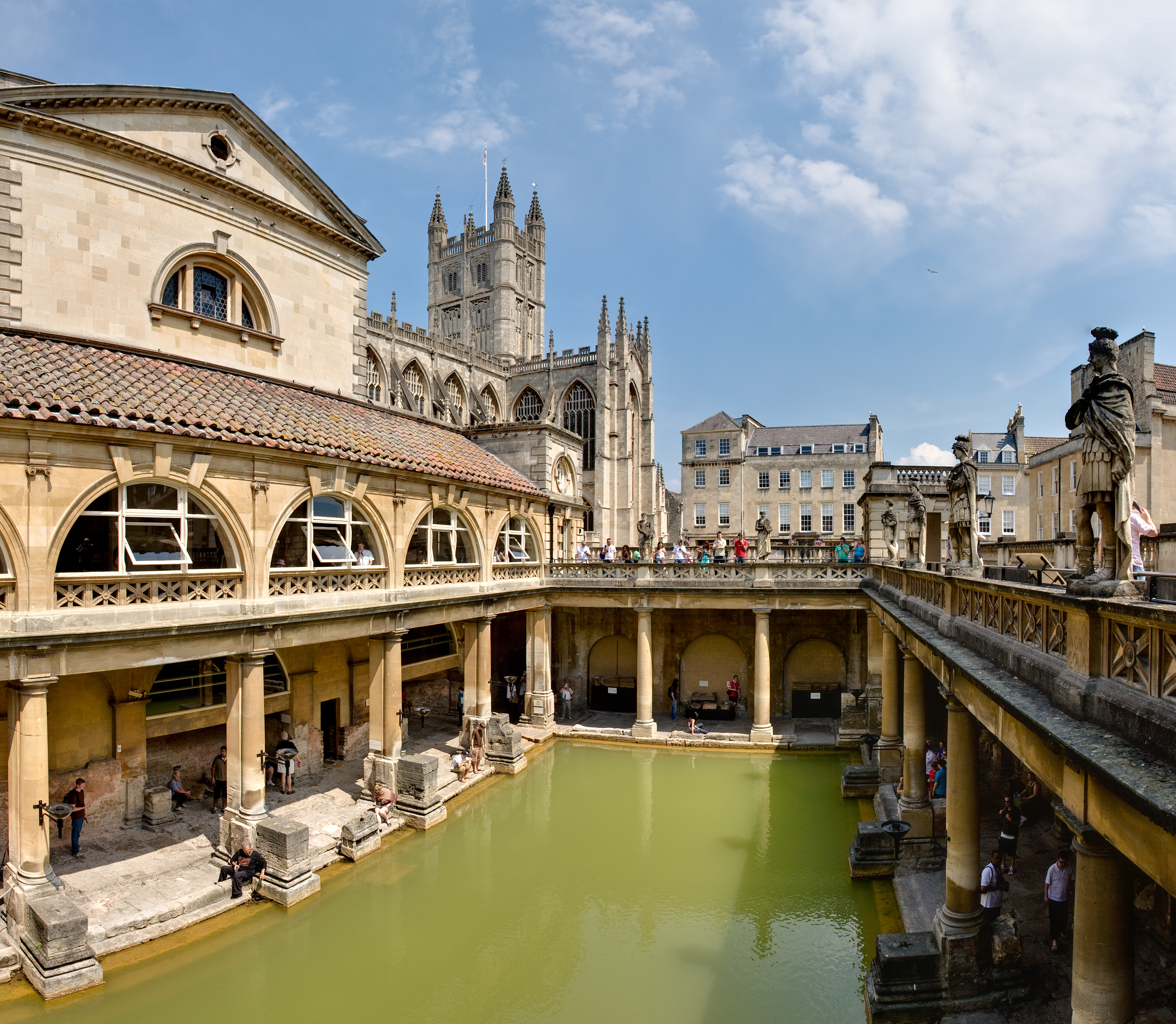
大浴场 — 上部建筑为后来增建
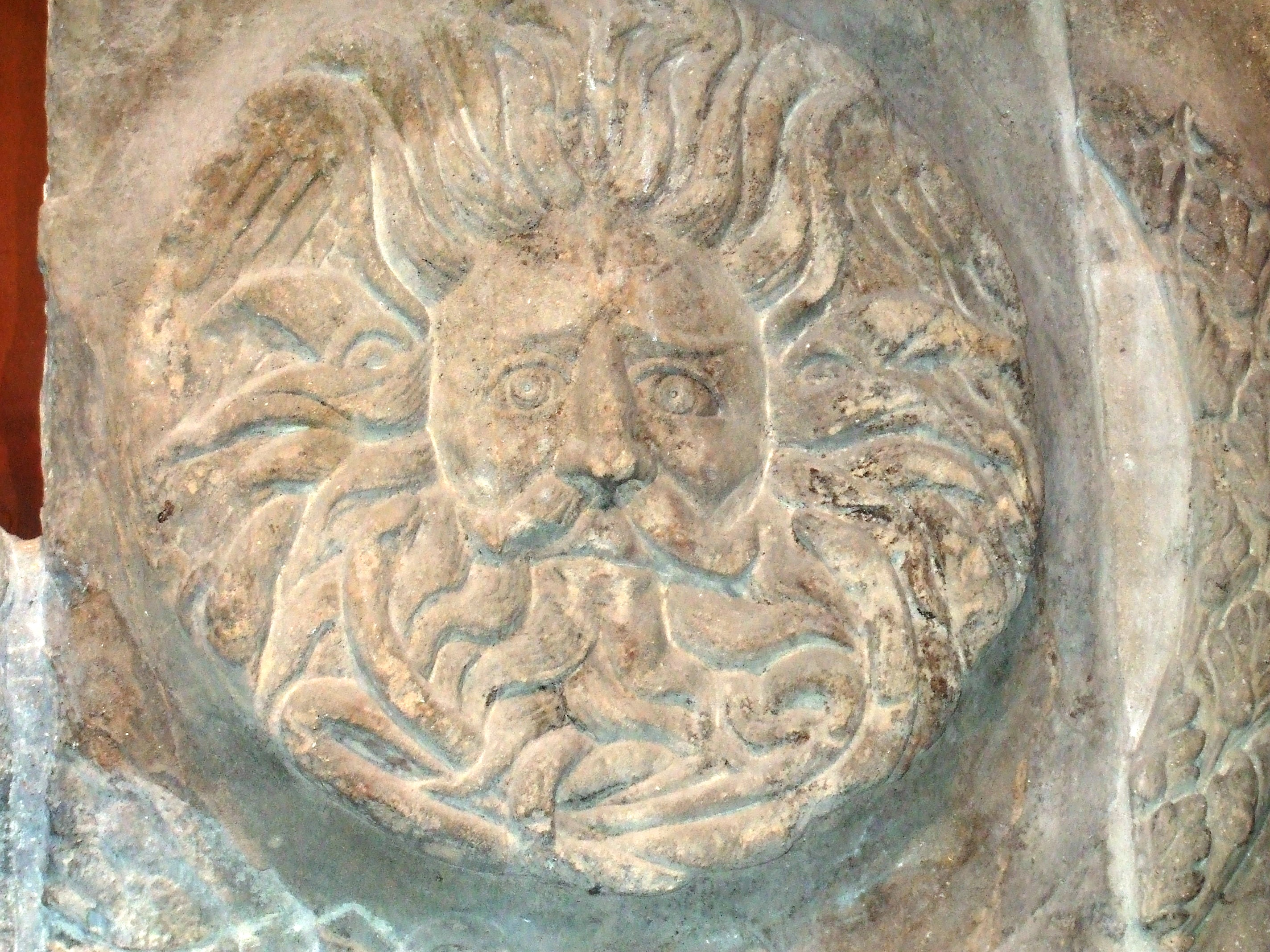
Gorgon
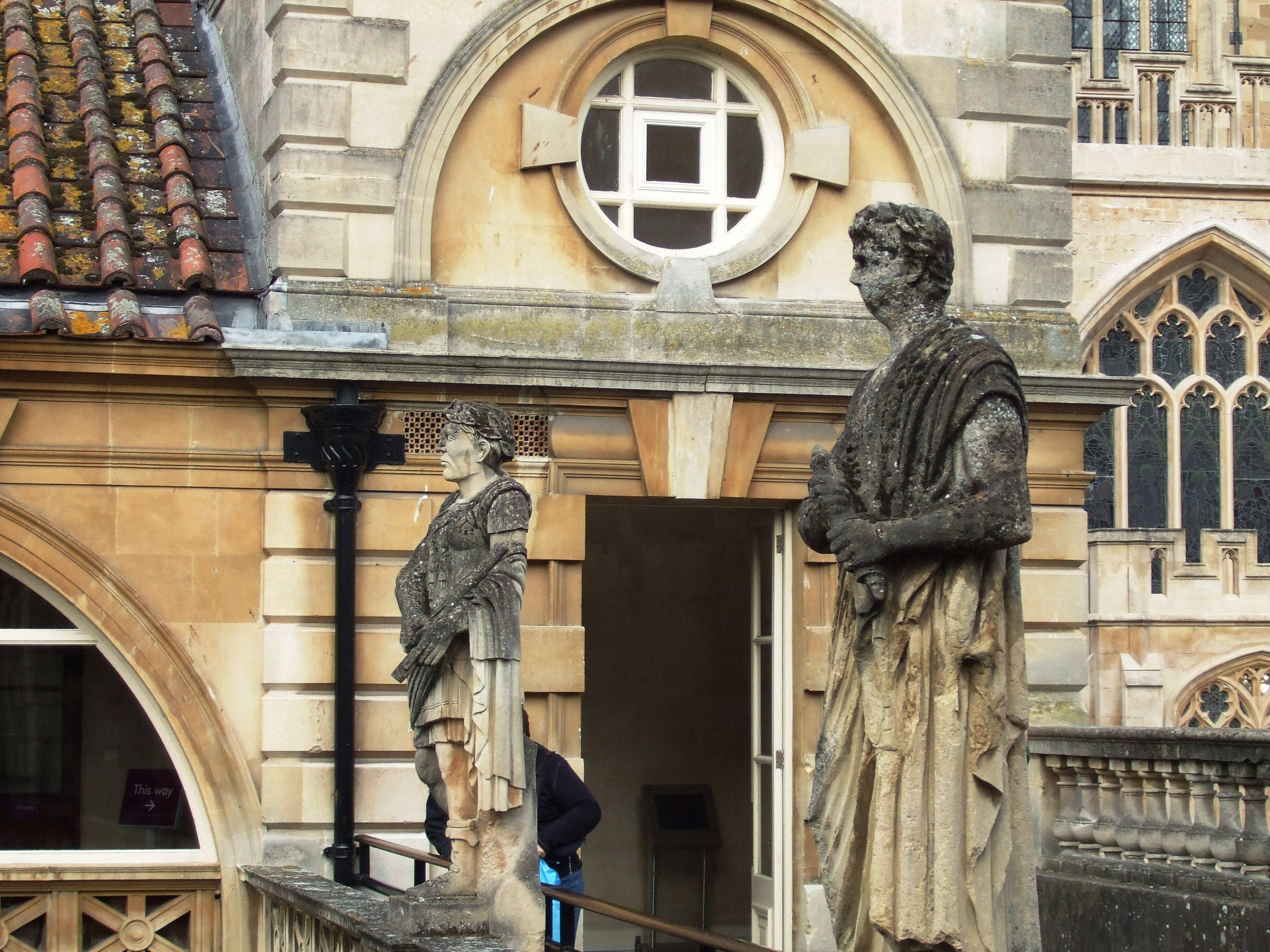
雕塑
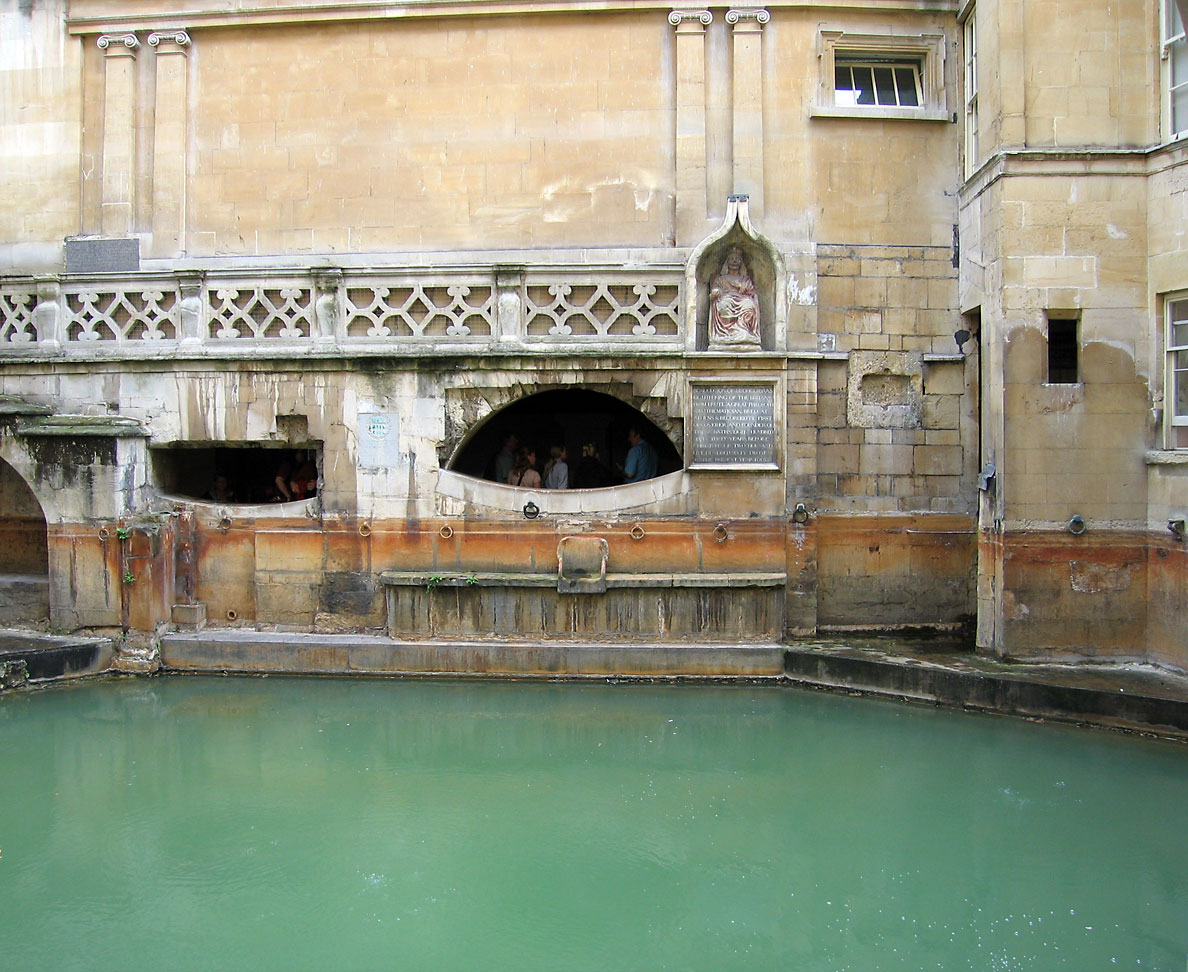
圣泉
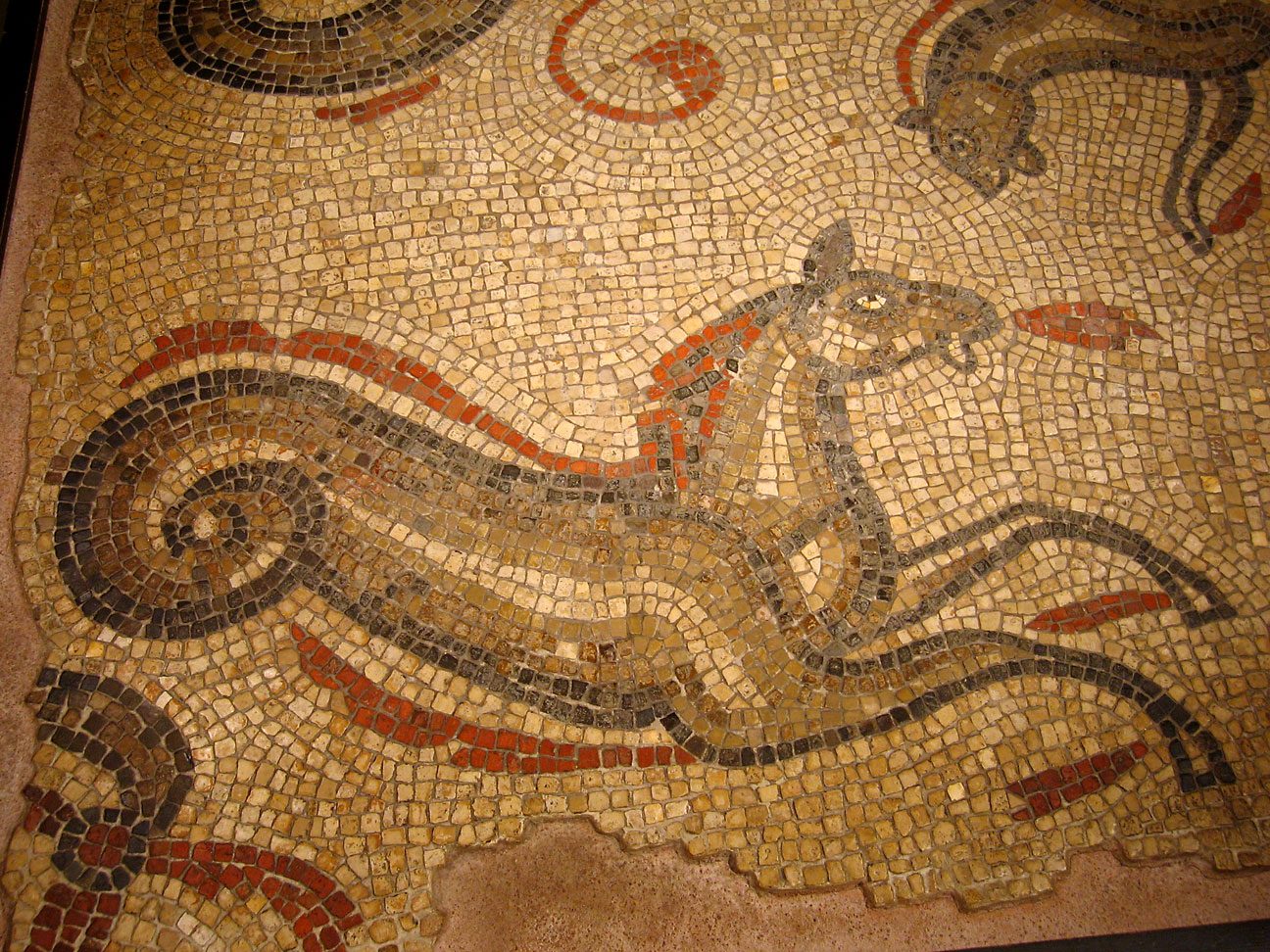
海马马赛克
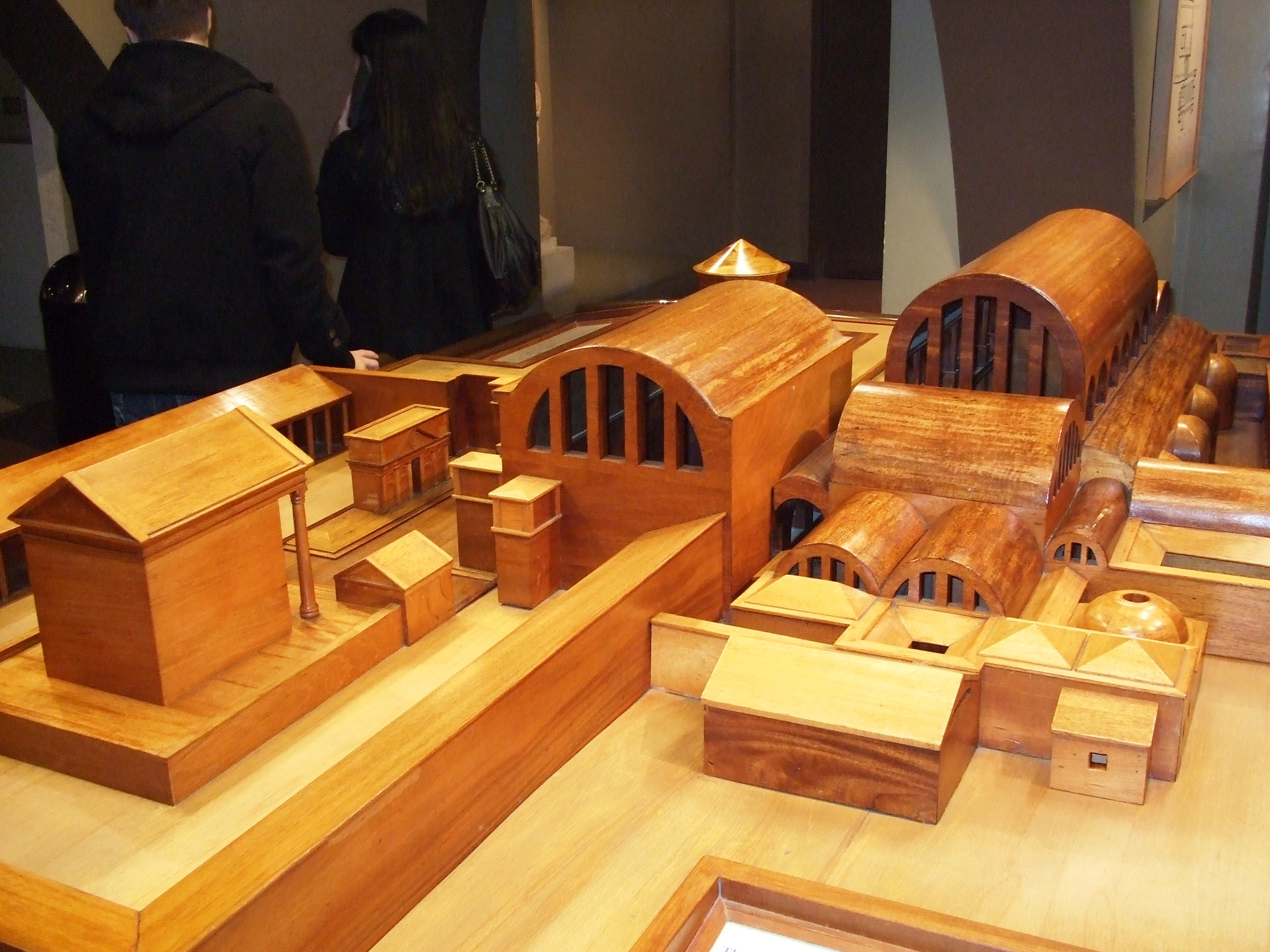
古代罗马浴场和神庙模型
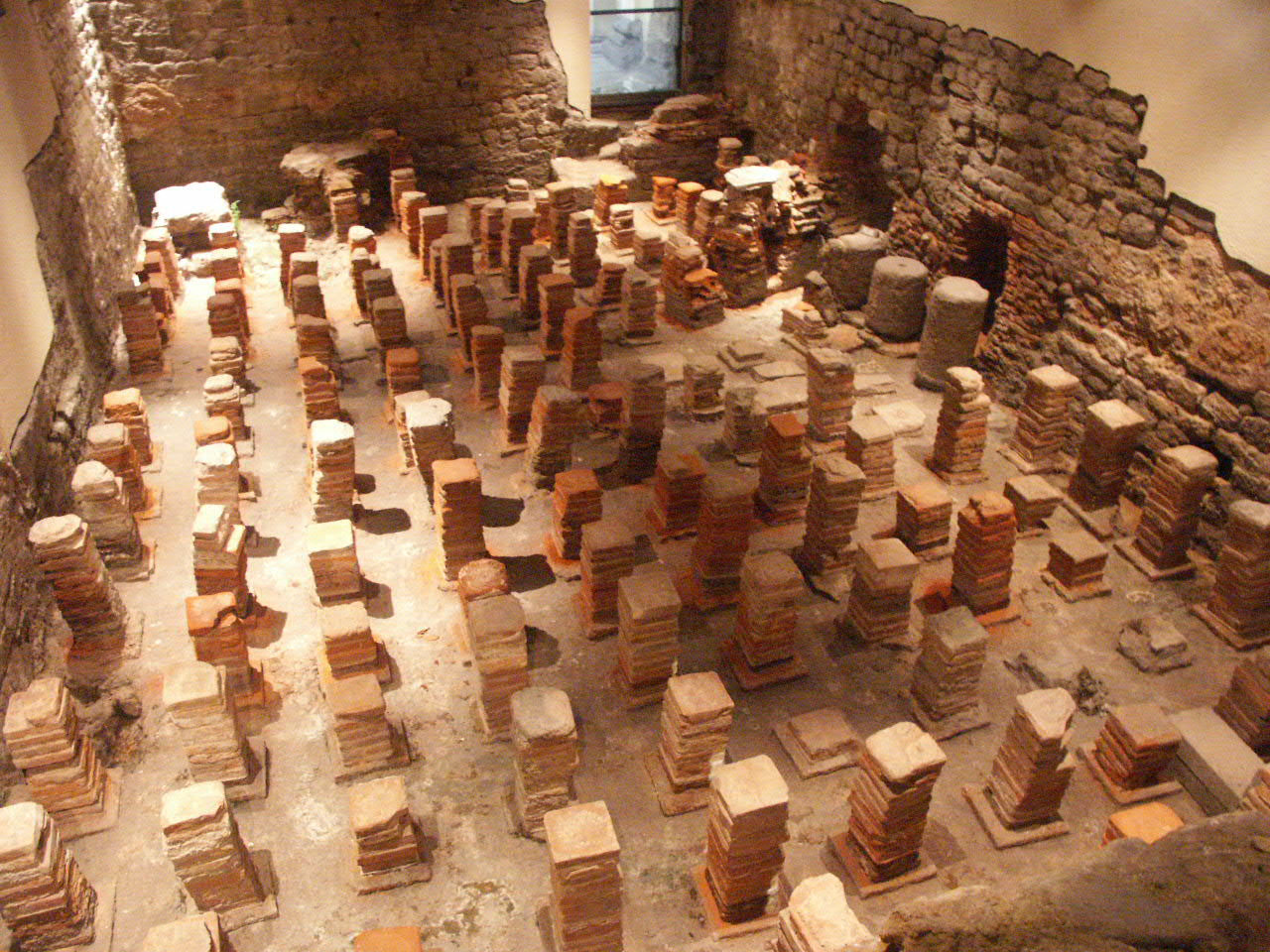
高温浴室，地板已被撤除，显示热空气流过，加热地板